# Klaus Zielke

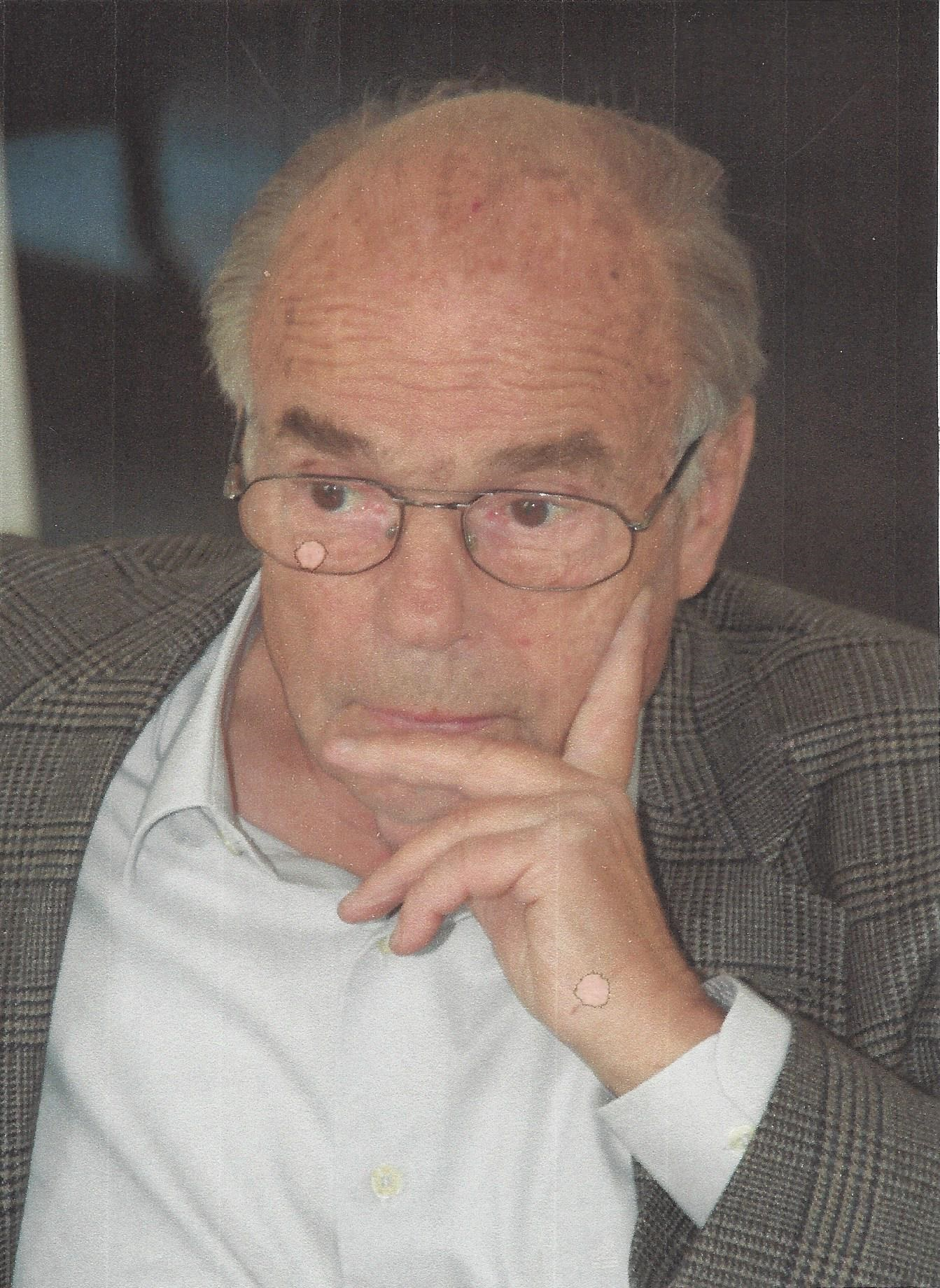
Klaus Zielke (2013)

Klaus Zielke (* 20. Februar 1931 in Berlin; † 17. Mai 2016 in Bad Wildungen) war ein deutscher Orthopäde. In Deutschland ist er der Pionier der operativen Behandlung von Verformungen der Wirbelsäule.

## Leben
Als Sohn des chirurgischen Chefarztes Johannes Zielke besuchte Zielke die Gymnasien in Bromberg und Ahrensburg. Auf Wunsch seines Vaters machte er zunächst eine Lehre als Bautischler und Möbelschreiner. Er schloss sie 1953 in Bad Oldesloe ab. Anschließend studierte er Medizin an der Medizinischen Akademie Düsseldorf. Er bestand 1959 das Staatsexamen („sehr gut“) und wurde zuvor 1958 zum Dr. med. promoviert.
Am 1. Januar 1960 begann er die Ausbildung in der Medizinischen Akademie Lübeck. Jeweils ein Jahr verbrachte er in der Pathologie bei Friedrich Wegener und Ernst Jeckeln und in der Inneren Medizin bei Rudolf Mancke. Nach einem halben Jahr in der Gynäkologie von Bocholt arbeitete er eine Zeitlang in Landpraxen in Niedersachsen, Nordrhein-Westfalen und Baden-Württemberg. Nach dreieinhalb Jahren bei Julius Hackethal fiel er wegen eines Dienstunfalls sechs Monate aus. Nach sechs Monaten bei Wolfgang Heipertz in der Tübinger Unfallchirurgie wandte er sich der Orthopädie zu. Bei Hans Mau wurde er 1969 Facharzt. 1970/71 war er 15 Monate Oberarzt bei Günter Jentschura in der Orthopädischen Klinik der Mannheimer Fakultät für klinische Medizin. In Zürich und Lyon, bei Paul Randall Harrington in Houston, John Moe in Minneapolis und Walter Putnam Blount in Milwaukee machte er sich mit der Skoliose und ihrer Behandlung vertraut.

### Tübingen
1971 gründete er in Tübingen Deutschlands erstes Skoliosezentrum, die Deutsch-Französische Abteilung für Skoliosebehandlung am Französischen Militärkrankenhaus „Emile Roux“ (Dr. Ronflet, Prof. Myervueis). Dort entwickelte er die (vordere) transthorakale Skoliosekorrektur. Er besuchte A. F. Dwyer (Sidney), Norton Leatherman (Louisville), Ralph Bingham Cloward (Honolulu), Yves Cotrel (Berck-Plage), Alf Nachemson (Göteborg), Edward H. Simmons (Toronto), Arthur Yau (Hong Kong) und John P. O’Brien (Oswestry) sowie das Rancho Los Amigos National Rehabilitation Center. 1976 veranstaltete er ein internationales Symposion zur operativen Behandlung von Skoliose und Kyphose vom ventralen Zugangsweg.

### Bad Wildungen
Ab 1978 leitete er die von ihm aufgebaute Klinik Deutsches Skoliosezentrum (Werner-Wicker-Klinik) der Wicker-Gruppe in Bad Wildungen. Sie ist nach wie vor das Referenzzentrum für Skoliosechirurgie. Wie Friedrich Magerl arbeitete Zielke mehr als er schrieb. Seine Abneigung gegen Vielschreiber war notorisch. Aus gesundheitlichen Gründen gab er die klinische Tätigkeit 1989 mit 58 Jahren auf. Er veranstaltete 64 Tagungen und Schulungsseminare in 36 Staaten, nach seiner Pensionierung unter anderem in Indien, Südafrika und Brasilien. Noch viele Jahre operierte er für Terre des Hommes in Syrien. Er wurde von Fachgesellschaften durch  Ehrenmitgliedschaften geehrt.
Verheiratet war er mit der syrischen Ärztin Haifaa Zielke geb. Hayek. Er starb mit 85 Jahren.

## Werke
- Taschenbuch für krankengymnastische Verordnungen. Gustav Fischer, Stuttgart 1969.
- Skoliose und Kyphose – operative Behandlung vom vorderen Zugang. In: Die Wirbelsäule in Forschung und Praxis, 72 (Tagungsband, 1978).
- Technique et indications de l’opération V.D.S. In: Encyclopédie chirurgicale, Masson, Paris 1977.
- Strukturelle Skoliosen. In: Lange, Hipp: Lehrbuch der Orthopädie. Band II/2. Enke, Stuttgart 1981.
- mit P. Griss und Jürgen Harms: Ventral derotation spondylodesis (VDS). In: Dickson, Bradford: Management of Spinal Deformities. Butterworths International Medical Reviews, London 1984.
- mit P. Hack: Zielke Technik. In: Bradford, Hensinger (Hrsg.): The Paediatric Spine. Thieme Stratton Group, New York 1984.
- Posterolateral distraction spondylodesis using the divided sacral bar for low back pain. In: Internal Fixation of the Lumbar Spine. Clinical Orthopaedics and Related Research (1985).
- mit Hans-Joachim Hehne: Die kyphotische Deformität bei Spondylitis ankylosans. 2. Auflage. Hippokrates, Stuttgart 1997, ISBN 3-7773-0965-6.

## Ehrungen
- Korrespondierendes Mitglied der französischen Groupe d’étude de la scoliose (1974)
- Ehrenmitglied der Syrischen Ärztekammer (1978)
- Ehrenmitglied der Türkischen Gesellschaft für Orthopädie (1980)
- Appreciation Plaque des Gesundheitsministers der Philippinen (1980)
- Korrespondierendes Mitglied der American Scoliosis Research Society (1981)
- Korrespondierendes Mitglied der British Scoliosis Research Society (1984)
- Ehrenmitglied des Bundesverbandes Skoliose (1992)
- Ehrenmitglied der Deutschen Gesellschaft für Orthopädie und Traumatologie (Berlin, 2005)
- Ehrenmitglied der Deutschen Wirbelsäulengesellschaft (Suhl, 2012)